# National Basket Ball League (1898-1904)
La National Basket Ball League è stata la prima lega professionistica nella storia della pallacanestro.

## Storia
La National Basket Ball League nacque il 30 luglio 1898 a Filadelfia, per opera di William E. Morgenweck, James McMurray, H. W. Junghurth, Peter E. Wurfflein e Horace S. Fogel; quest'ultimo fu il Presidente della Lega. 
Le squadre iscritte furono inizialmente sei: Trenton Nationals, Millville Glassblowers, Camden Electrics, Clover Wheelman, Germantown Nationals, Hancock Athletic Association. Il primo incontro disputato avvenne il 1º dicembre 1898: alla Textile Hall di Filadelfia si sfidarono Trenton e Hancock; la partita terminò 21-19 per Trenton.
La prima stagione terminò con il successo dei Trenton Nationals. Nel dicembre 1898 si erano ritirati gli Hancock e i Germantown Nationals.
Nella stagione seguente furono ancora i Trenton Nationals a vincere il titolo. Nelle successive stagioni la Lega ebbe maggiore solidità, aumentando le partite di ogni squadra prima a 32 e poi, nel 1901-1902 fino a 40. Il declino della National Basket Ball League iniziò nel 1902-1903, stagione in cui abbandonarono i Philadelphia Phillies e i Burlington Shoe Pegs. Nel 1903-1904 si iscrissero solo cinque squadre e due di esse abbandonarono nel dicembre 1903. 
La National Basket Ball League si sciolse ufficialmente nel gennaio 1904.

## Albo d'oro
| Edizione  | Vincitore            |
| --------- | -------------------- |
| 1898-1899 | Trenton Nationals    |
| 1899-1900 | Trenton Nationals    |
| 1900-1901 | New York Wanderers   |
| 1901-1902 | Bristol Pile Drivers |
| 1902-1903 | Camden Electrics     |
| 1903-1904 | Campionato sospeso   |